# Purda
Purda (Duits: Groß Purden) is een dorp in de Poolse woiwodschap Ermland-Mazurië. De plaats maakt deel uit van de gemeente Purda en telt 1140 inwoners.